# Thalakudi
Thalakudi (o Thazhakudy) è una suddivisione dell'India, classificata come town panchayat, di 8.531 abitanti, situata nel distretto di Kanyakumari, nello stato federato del Tamil Nadu. In base al numero di abitanti la città rientra nella classe V (da 5.000 a 9.999 persone).

## Geografia fisica
La città è situata a 08° 14' 39 N e 77° 27' 00 E.

## Società

### Evoluzione demografica
Al censimento del 2001 la popolazione di Thalakudi assommava a 8.531 persone, delle quali 4.259 maschi e 4.272 femmine. I bambini di età inferiore o uguale ai sei anni assommavano a 852, dei quali 471 maschi e 381 femmine. Infine, coloro che erano in grado di saper almeno leggere e scrivere erano 6.621, dei quali 3.443 maschi e 3.178 femmine.